# Transbaikal
Transbaikal (Russisch: Забайкалье, Zabajkalje), ook wel Transbaikalië of Daurië (Russisch: Даурия) genoemd; naar het volk Daur, is een bergachtige regio in Oost-Siberië tussen het Baikalmeer en de bovenloop van de rivier de Amoer bij de samenkomst van de rivieren Sjilka en Argoen. Het loopt van het Patomskojeplateau en Noord-Baikalplateau in het noorden naar de zuidelijke Russische grens met China en Mongolië. De naam geeft aan dat het oostelijk, of "over" het Baikalmeer ligt. Bestuurlijk ligt het in oblast Tsjita, Boerjatië en gedeeltelijk in oblast Irkoetsk. Het gebied meet van west naar oost meer dan 1000 kilometer en van noord naar zuid bijna 1000 kilometer.
In het Russische Rijk was Transbaikal een provincie met Tsjita als bestuurlijk centrum en in 1920 was het onderdeel van de Verre-Oostelijke Republiek.

## Geografie
Het grootste gedeelte van de Transbaikal wordt gerekend tot de taiga, die in het zuiden begrensd wordt door bossteppe en droge steppes (zie ook Agasteppe). De vlakke gebergtes en vlaktes van de zuidoostelijke Transbaikal en een gedeelte van de valleien worden gekenmerkt door steppes met grassen en kruiden. De uitlopers van de intermontane valleien en het lagere gedeelte van de berguitlopers tot 1200 meter zijn bedekt met bergsteppebossen (berk, lariks en ratelpopulier; afhankelijk van gebied). De zone van 1200 tot 1900 meter hoogte bevat bergtaiga met vooral Aziatische lariks (Larix gmelini), maar ook ceders. Boven de 1600 meter beginnen meer struikachtige planten te groeien als de Siberische dwergden en korstmostoendra en in het zuidelijke gedeelte van de Transbaikal liggen lariks-, berken en pinusbossen.
In de Transbaikal liggen het nationaal park Transbaikal en de zapovedniks Bajkalski, Bargoezinski en Sochondinski.

### Relief
Het reliëf van de Transbaikal bestaat uit bergruggen als de Daurskirug, Malchanskirug, Oljokminskirug en Stanovik en stroomvalleien als de Bargoezinvallei en de Verchne Angara-vallei. In het noorden en westen van de Transbaikal bevinden zich de hogere bergruggen van het Stanovojhoogland (niet te verwarren met het Stanovojgebergte) met gletsjers.

### Rivieren
Het gebied wordt doorsneden door rivieren die afwateren op het Baikalmeer en de rivieren Lena en Amoer, waarvan de belangrijkste de Vitim, Oljokma, Selenga, Sjilka en Argoen zijn.

## Klimaat
Het gebied heeft een sterk landklimaat met lange strenge winters. De gemiddelde temperatuur in januari varieert van −23°С in het zuiden tot −33°С in het noorden en zuidoosten. De laagste temperatuur ooit geregistreerd is -58°С. De zomers zijn warm, maar in het hoogland is het koel. De gemiddelde temperatuur in juli varieert tussen de 10°С tot 20°С in de valleien tot 5°С tot 7°С in de berggebieden boven de 2500 meter.
De hoeveelheden neerslag stijgen vanuit het zuidoosten naar het noordwesten toe en van de valleien (300 mm/jaar) naar de toppen van de bergen (tot 1000 mm/jaar)